# زابوري
زابوري (بالبرتغالية: Xapuri‏) هي بلدية تقع في البرازيل في أكري. يقدر عدد سكانها بـ 14,314 نسمة ومساحتها 5,251 كم2 .

## معرض صور

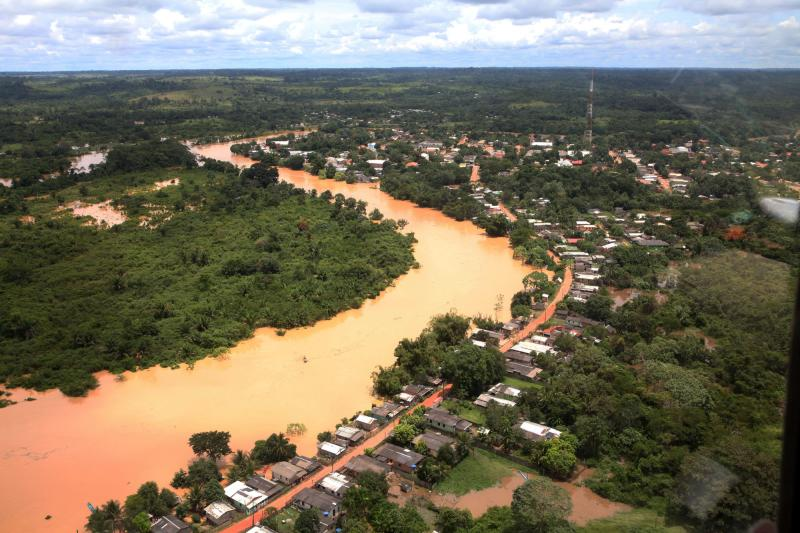
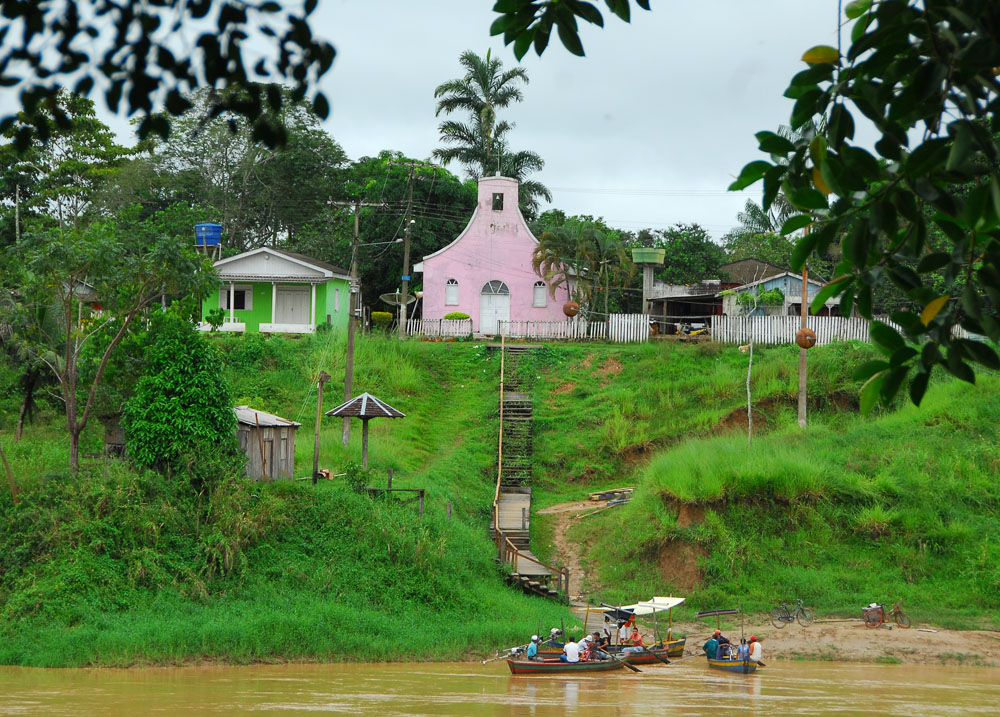
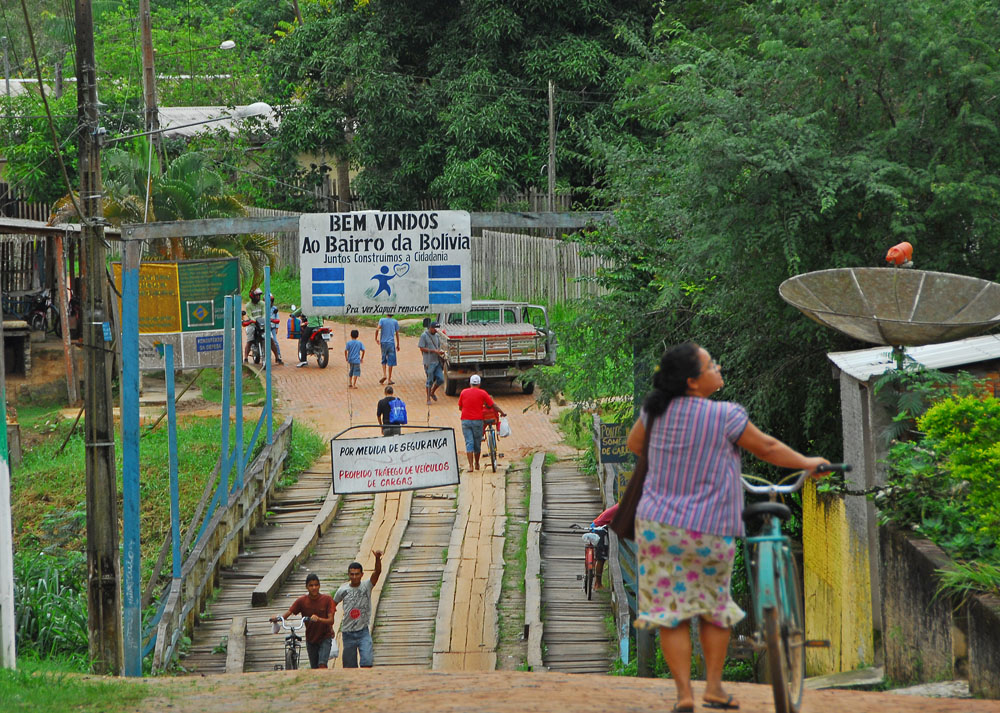
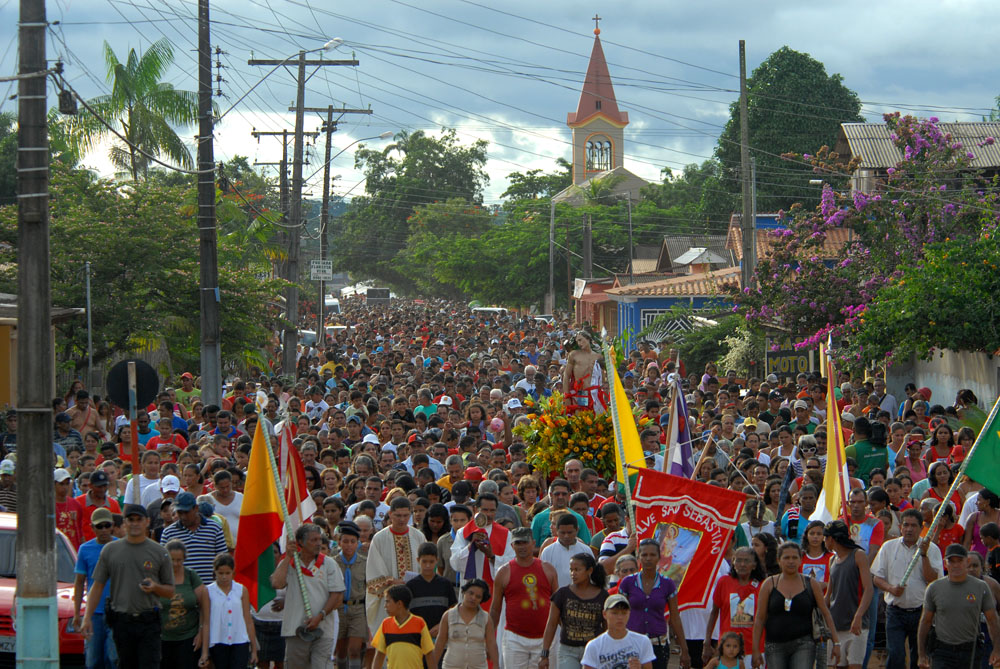
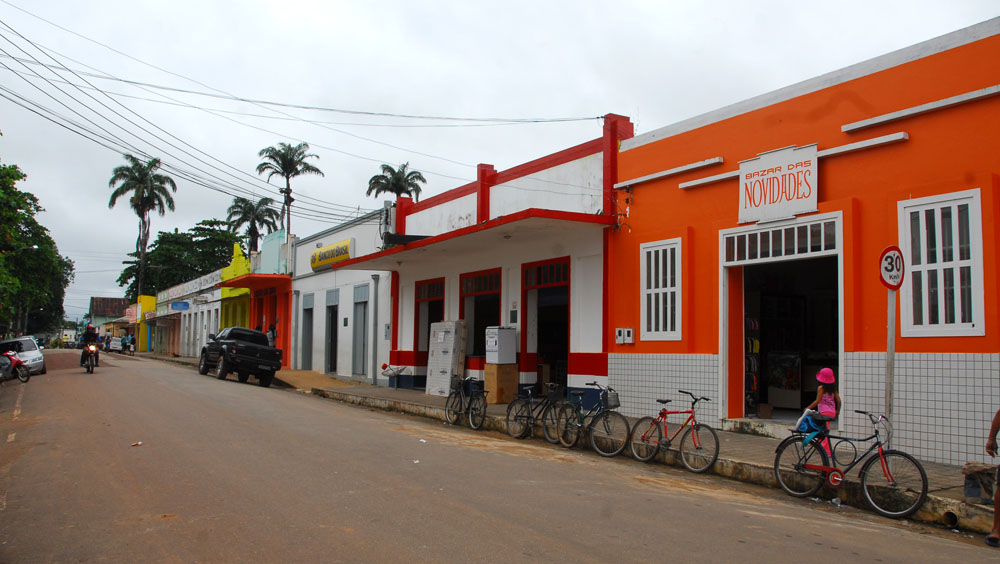

## أعلام
- شيكو مينديز